# Travar
Travar (Arabis) är ett släkte av korsblommiga växter. Travar ingår i familjen korsblommiga växter.

## Bildgalleri

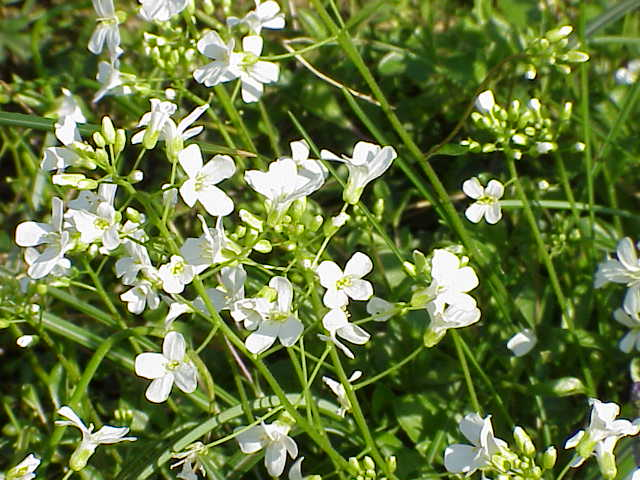
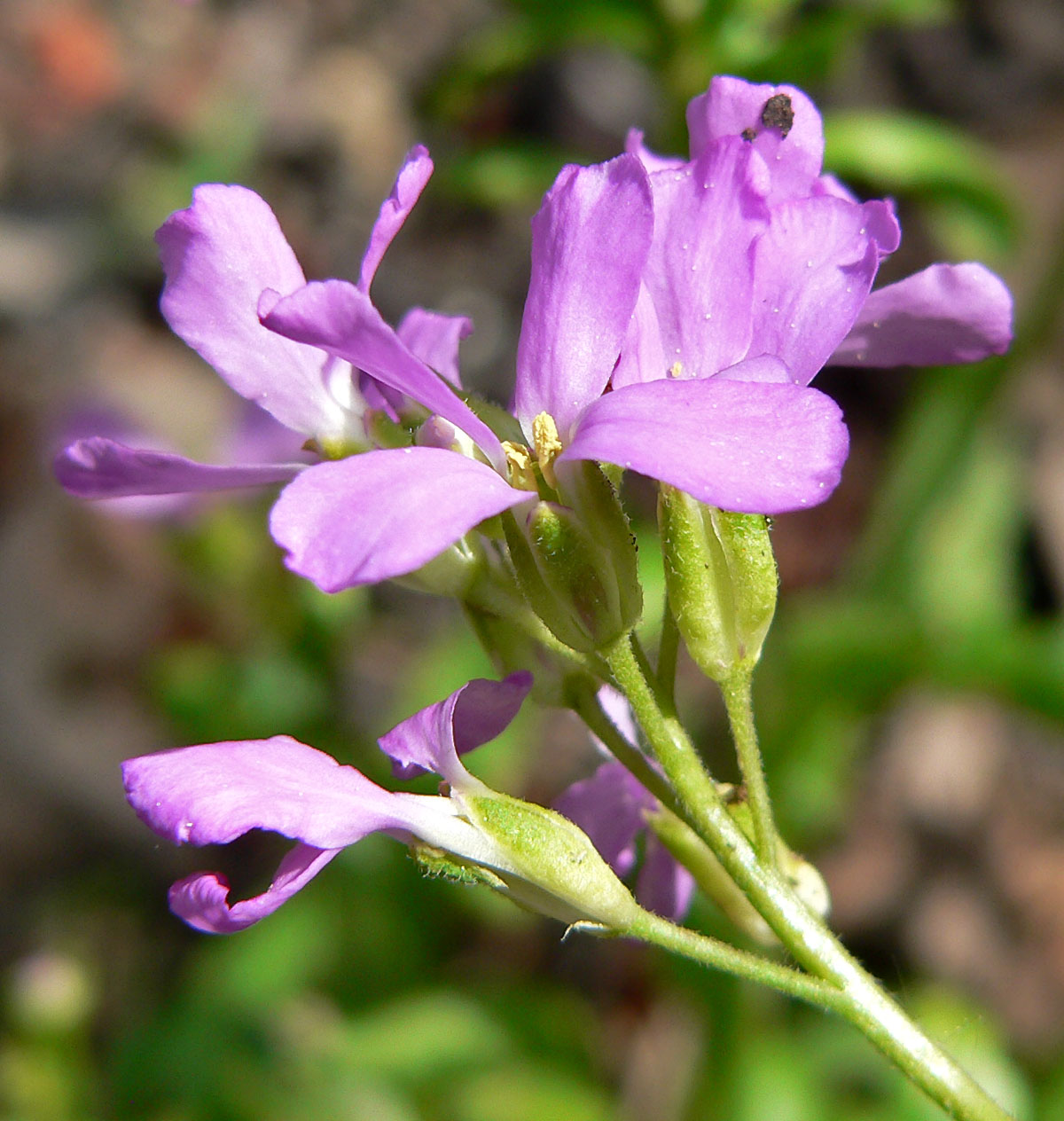
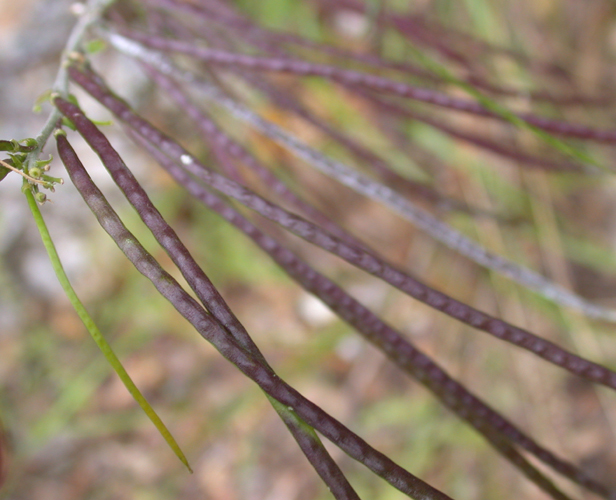

## Dottertaxa till Travar, i alfabetisk ordning[1]
- Arabis aculeolata
- Arabis alanyensis
- Arabis allionii
- Arabis alpina
- Arabis amplexicaulis
- Arabis amurensis
- Arabis androsacea
- Arabis ariana
- Arabis armena
- Arabis aubrietioides
- Arabis aucheri
- Arabis auriculata
- Arabis axillaris
- Arabis axilliflora
- Arabis balansae
- Arabis beirana
- Arabis bijuga
- Arabis blepharophylla
- Arabis borealis
- Arabis brachycarpa
- Arabis bryoides
- Arabis caerulea
- Arabis carduchorum
- Arabis caucasica
- Arabis christiani
- Arabis ciliata
- Arabis colchica
- Arabis collina
- Arabis conringioides
- Arabis coronata
- Arabis cretica
- Arabis crucisetosa
- Arabis cypria
- Arabis davisii
- Arabis deflexa
- Arabis doberanica
- Arabis doumetii
- Arabis elgonensis
- Arabis erubescens
- Arabis eschscholtziana
- Arabis farinacea
- Arabis ferdinandi-coburgii
- Arabis flagellosa
- Arabis furcata
- Arabis gegamica
- Arabis georgiana
- Arabis graellsiiformis
- Arabis hirsuta
- Arabis hornungiana
- Arabis humbertii
- Arabis ionocalyx
- Arabis josiae
- Arabis juressi
- Arabis kamelinii
- Arabis kandingensis
- Arabis karategina
- Arabis kazbegi
- Arabis kennedyae
- Arabis kokonica
- Arabis ligulifolia
- Arabis lycia
- Arabis macdonaldiana
- Arabis margaritae
- Arabis mindshilkensis
- Arabis modesta
- Arabis mongolica
- Arabis nepetifolia
- Arabis nordmanniana
- Arabis nova
- Arabis nuristanica
- Arabis nuttallii
- Arabis olympica
- Arabis oregana
- Arabis ottonis-schulzii
- Arabis pangiensis
- Arabis paniculata
- Arabis parvula
- Arabis patens
- Arabis planisiliqua
- Arabis popovii
- Arabis procurrens
- Arabis pterosperma
- Arabis pubescens
- Arabis pumila
- Arabis purpurea
- Arabis pycnocarpa
- Arabis rimarum
- Arabis sachokiana
- Arabis sadina
- Arabis sagittata
- Arabis saxicola
- Arabis scabra
- Arabis scopoliana
- Arabis serpyllifolia
- Arabis serrata
- Arabis setosifolia
- Arabis soyeri
- Arabis stelleri
- Arabis stellulata
- Arabis stenocarpa
- Arabis subflava
- Arabis sudetica
- Arabis surculosa
- Arabis tanakana
- Arabis tenuisiliqua
- Arabis tianschanica
- Arabis tibetica
- Arabis tunetana
- Arabis venusta
- Arabis verdieri
- Arabis verna
- Arabis vochinensis